# NGC 5030
NGC 5030 (również PGC 45991) – galaktyka spiralna z poprzeczką (SB0-a), znajdująca się w gwiazdozbiorze Panny. Odkrył ją Edward Singleton Holden 17 marca 1881 roku.